# Eleanor Cross (Waltham)
Eleanor cross es una Eleanor cross, una cruz de piedra erigida para conmemorar el lugar dónde reposo el féretro  de Eleanor de Castilla en Cheshunt, Hertfordshire.

## Historia
El féretro de Eleanor pasó la noche del 13 de diciembre de 1290 en la parroquia de Cheshunt, Hertfordshire, dónde se erigió una cruz alrededor de 1291 por Roger de Crundale y Nicholas Dymenge a un costo total registrado de más de £ 110.  Probablemente se conoció como Waltham Cross porque se encontraba en el camino a Waltham Abbey, al otro lado del río Lea en Essex, que era claramente visible desde su sitio. La escultura fue de Alejandro de Abingdon, con algunos elementos proporcionados por Robert de Corfe. La cruz estaba ubicada en las afueras del pueblo de Waltham, pero a medida que el pueblo se convirtió en un pueblo en los siglos XVII y XVIII, comenzó a sufrir daños por el tránsito. En 1721, a instancias de William Stukeley ya expensas de la Sociedad de Anticuarios , se erigieron dos bolardos de roble "para proteger a Waltham Cross de los daños causados por los carruajes".  Posteriormente, los comisionados de la autopista de peaje retiraron los bolardos y, en 1757, Stukeley dispuso que se erigiera un zócalo protector de ladrillo en su lugar, a expensas de Lord Monson.  La cruz sigue en pie, pero fue restaurada en varias ocasiones, entre 1832–34, 1885–92, 1950–53 y 1989–90. 
La Sociedad de Anticuarios publicó un grabado de la cruz de George Vertue a partir de un dibujo de Stukeley en su serie Vetusta Monumenta en 1721; y otro, grabado por James Basire a partir de un dibujo de Jacob Schnebbelie , en la misma serie en 1791. 
Las estatuas originales de Eleanor, que estaban muy desgastadas, fueron reemplazadas por réplicas en la restauración de la década de 1950.  Las originales se mantuvieron durante algunos años en la Biblioteca Pública de Cheshunt; pero fueron retirados, posiblemente en la década de 1980, y ahora están en manos del Victoria & Albert Museum.  Una fotografía en la web del Museo Lowewood  muestra una de las estatuas originales frente a una escalera en la biblioteca.